# Países Bajos en el Festival de la Canción de Eurovisión 1975
Los Países Bajos fueron representados por el grupo de seis miembros Teach-In, con la canción Ding-A-Dong, en el Festival de la Canción de Eurovisión 1975, que se celebró en Estocolmo el 22 de marzo. Teach-In fueron elegidos como representantes neerlandeses en la final nacional del 26 de febrero, y ganaron el festival.

## Final
La final nacional se celebró en el Jaarbeurs en Utrecht, presentada por Willem Duys. Por primera vez desde 1970, los representantes neerlandeses no fueron elegidos por NOS, y la elección consistió en dos rondas.  Primero cada uno de los tres participantes interpretaron una canción y un jurado internacional de cino miembros votó por la mejor canción; después la canción era interpretada por los tres participantes y un jurado público de 100 miembros votó por la actuación que preferían. Teach-In fueron elegidos por más de la mitad del voto del público.
| N.º | Canción                          | Puntos | Posición |
| --- | -------------------------------- | ------ | -------- |
| 1   | "Ik heb geen geld voor de trein" | 1      | 2        |
| 2   | "Dinge Dong"                     | 4      | 1        |
| 3   | "Circus"                         | 0      | 3        |

| N.º | Artista     | Puntos | Posición |
| --- | ----------- | ------ | -------- |
| 1   | Albert West | 33     | 2        |
| 2   | Teach-In    | 56     | 1        |
| 3   | Debbie      | 11     | 3        |

## En Eurovisión
La regla del libre idioma se aplicó en 1975, así que la canción fue traducida al inglés como "Ding-A-Dong" y cantada en inglés en el festival. Actuaron primeros en el orden de salida, precediendo a Irlanda. 1975 vio la introducción del actual sistema de votación de la final, y "Ding-A-Dong" recibió los seis máximos 12 puntos de Israel, Malta, Noruega, España, Suecia y el Reino Unido. Al final de las votaciones recibieron 152 puntos en total (con puntos de cada uno de los otros países participantes), ganando el festival con un margen de 14 puntos sobre el Reino Unido. Esta fue la cuarta (y hasta ahora última) victoria de los Países Bajos en el festival. Los Países Bajos dieron sus doce puntos a Luxemburgo.
Esta fue la primera vez que el festival lo ganaba el primer país en actuar, cosa que volvería a ocurrir con el Reino Unido el año siguiente y con Suecia en 1984.